# Gle Taratiri
Gle Taratiri är en kulle i Indonesien.   Den ligger i provinsen Aceh, i den västra delen av landet, 1 800 km nordväst om huvudstaden Jakarta. Toppen på Gle Taratiri är 266 meter över havet.
Terrängen runt Gle Taratiri är kuperad åt sydväst, men åt nordost är den bergig.Runt Gle Taratiri är det mycket glesbefolkat, med 4 invånare per kvadratkilometer. I omgivningarna runt Gle Taratiri växer i huvudsak städsegrön lövskog.